# Zapadnoatlantski narodi
Zapadnoatlantski narodi (Atlantski narodi), jedna od devet grana zapadnosudanskih naroda koji se služe s nekih 45 jezika na područjima Senegala, Gambije, Gvineje Bisao, Sijera Leone i Liberije. Ovi narodi čiji su glavni predstavnici Fulani, Wolof, Limba, Mel (s Kissi, Gola, Temne), i govornici Bijago, Sua, Mbulungush, Nalu, Jola, Cangin, Balant-Ganja, Manjaku-Papel, Serer, Banyun, Nun, Tenda i drugi imaju svega skupa preko 30.000.000 govornika.